# Úhrovská lípa
Úhrovská lípa, také známá jako Jiříkova lípa, byl památný strom, který rostl ve vesnici Úhrov.

## Základní údaje
- název: Jiříkova lípa[1], Úhrovská lípa[1]
- výška: 5 m[1]
- obvod: 390 cm[1], 420 cm[2]
- věk: 500 let[2]

Na lípě byla pověšena bílá informační tabule s černým textem (později již pouze opřená u paty kmene):
| „ | Památce věhlasného krále Jiřího Poděbradského, který pod touto lípou dne 27. února 1469 uzavřel mír s Matyášem králem uherským. | “ |

## Zánik stromu a nová lipka
Stáří stromu se odhadovalo na 500–600 let. V roce 2010 se součástí znaku Kraborovic (Úhrov je část této obce) stal symbol lípy. Do roku 2011 zůstávalo zhruba 5 m vysoké torzo kmene s obvodem cca 420 cm staré lípy malolisté (Tilia cordata), které obráželo z kořenových výmladků a jedné živé větvě rostoucí z kmene (jak je dokumentováno na fotografii z prosince 2006). V roce 2011 je celý strom posouzen řadou odborníků a je konstatováno rozsáhlé houbovité onemocnění dřeva s nebezpečím přenosu i na mladé stromy, rostoucí z kořenů staré lípy. Ochrana stromu zrušena 22. prosince 2023.
2. května 2012 končí život původní lípy. Suché tělo stromu je vyzdviženo a rozpadá se na několik částí. V roce 2013 je na místě původní Úhrovské lípy vysazena nová lipka, přičemž statut památného stromu zůstal zachován a je přenesen na nový strom (databáze památných stromů AOPK 101735). Celý prostor okolo lipky je nově upraven a je zde umístěn stojan s informační deskou obsahující texty a fotografie o lípě. Pod informační deskou se dále nachází starý text o lípě a původní bílá informační tabule s černým textem „Památce věhlasného krále Jiřího Poděbradského...“. Na spodní okraj dopsán jednořádkový text „Nový strom zasazen r. 2013.“ V těsném sousedství nové lipky (a tedy i původní Úhrovské lípy) se dále nachází Památník sjednání míru mezi českým králem Jiřím z Poděbrad a uherským králem Matyášem Korvínem.

## Historie a pověsti
Podle pověsti rostla tato lípa u usedlosti, ve které podepsali 27. února 1469 (staré pohlednice uvádějí 14. únor 1469) mír český král Jiří z Poděbrad a uherský král Matyáš Korvín po tzv. bitvě u Vilémova předešlého dne. Podle jiné pověsti zde Jiří z Poděbrad odpočíval na začátku války, když mířil k nepřátelům.

## Další zajímavosti
Lípě byl věnován prostor v televizním pořadu Paměť stromů, konkrétně v dílu č. 8: Stromy královské. Také ji ve svém díle zachytil (ještě s původní korunou) akademický malíř Jaroslav Turek. Fotografie památného stromu zdobily řadu (především předválečných) pohlednic.

## Fotogalerie

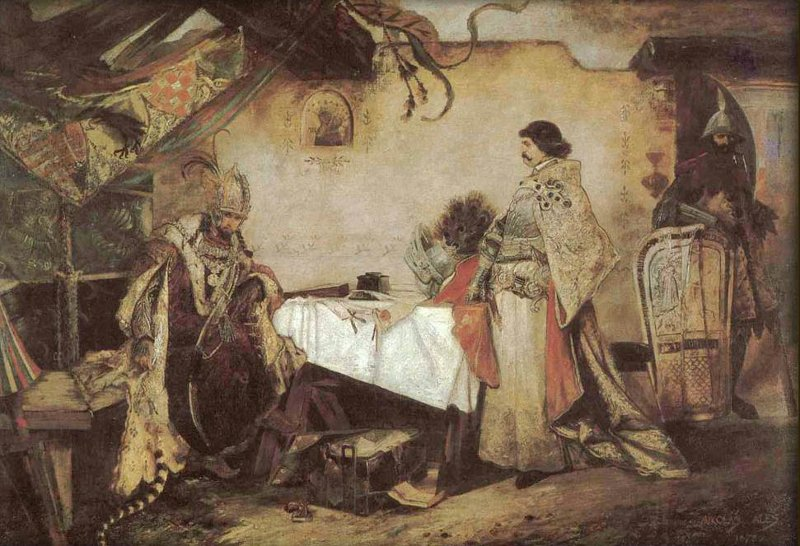
Setkání Jiřího z Poděbrad s Matyášem Korvínem ve statku pod lípou
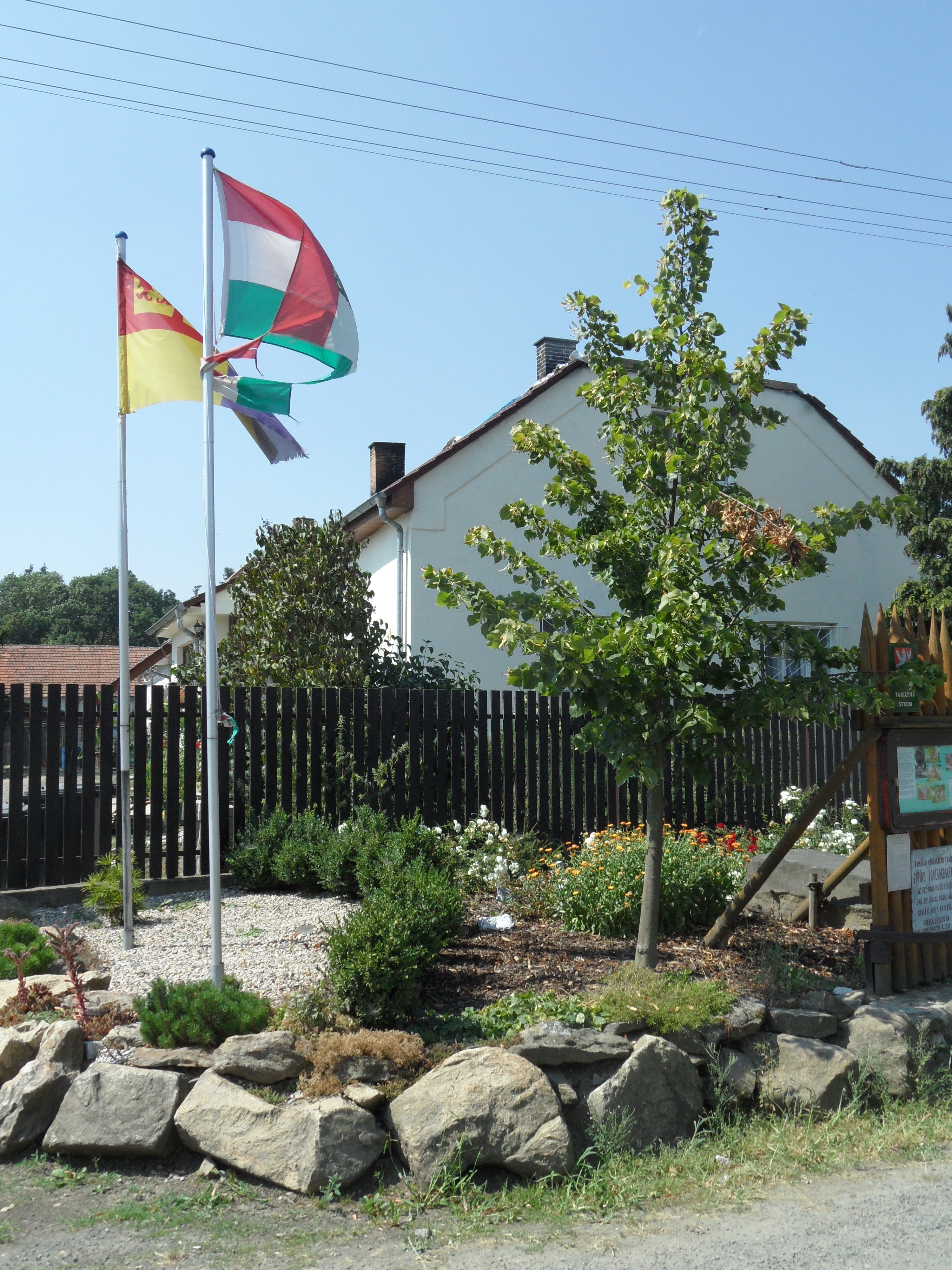
Nová lipka, vysazená v roce 2013 na místě původní Úhrovské lípy
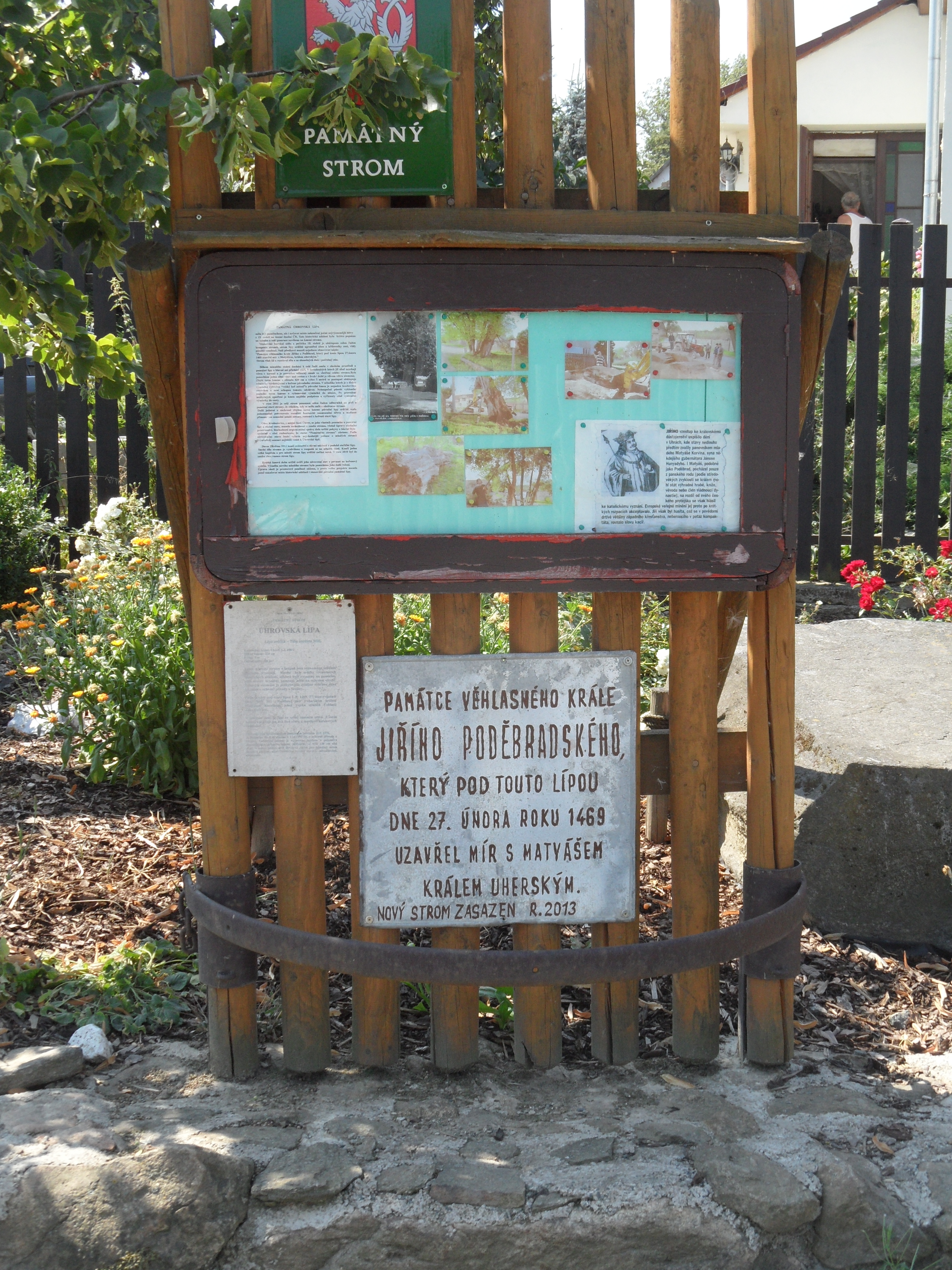
Původní pamětní deska + informační skříňka
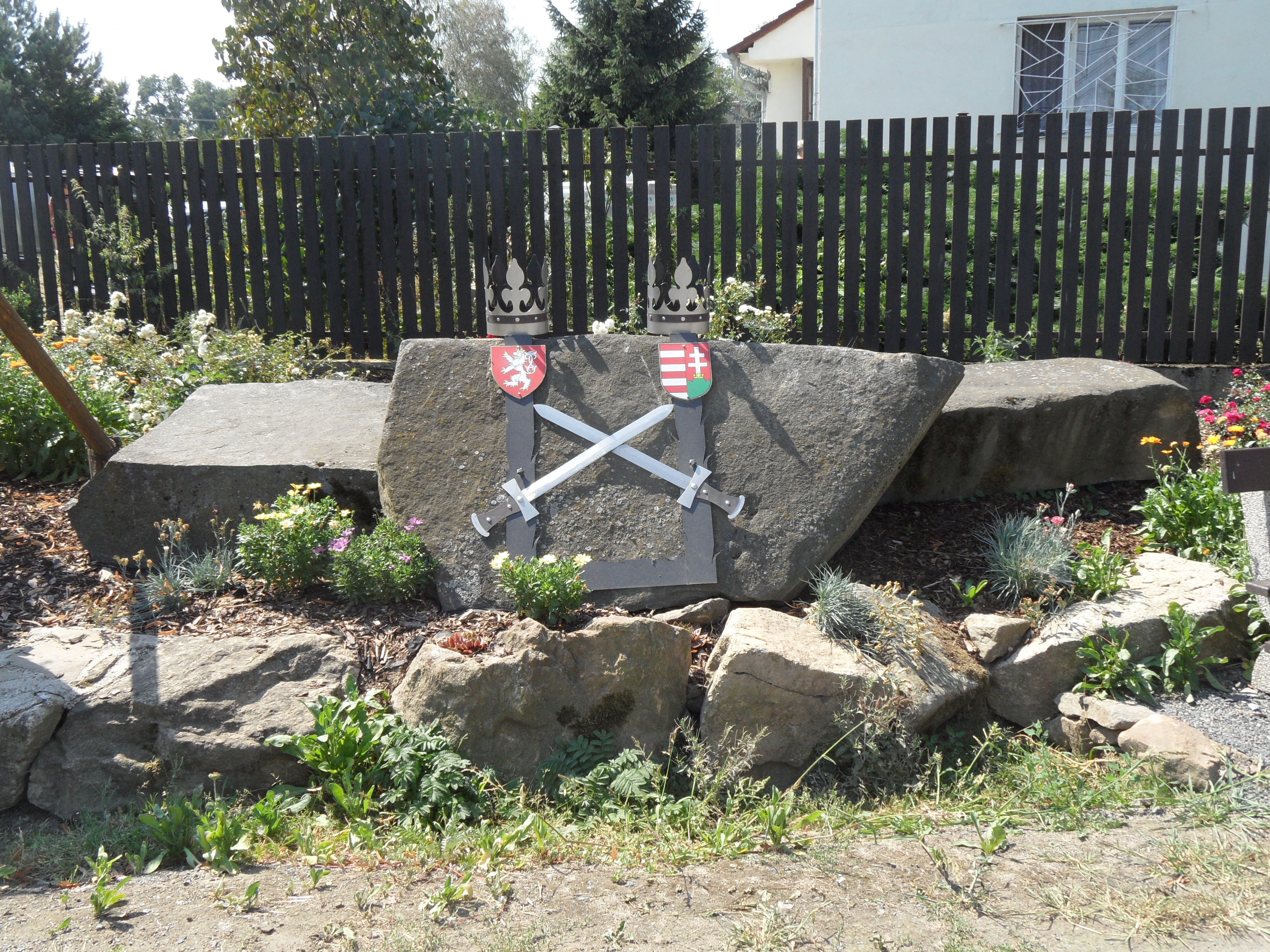
Památník sjednání míru u nové lipky